# Гойдалка-балансир
Го́йдалка-баланси́р (також гойдалка-дошка, гойдалка) — різновид гойдалок для двох або більше людей у вигляді довгої балки, підвішеної в центрі тяжіння на шарнірі так, що вона може гойдатися у вертикальній площині.

## Різновиди
Існують різні варіанти подібних гойдалок: ті, що гойдаються, можуть сидіти на протилежних кінцях балки або висіти на них на руках.

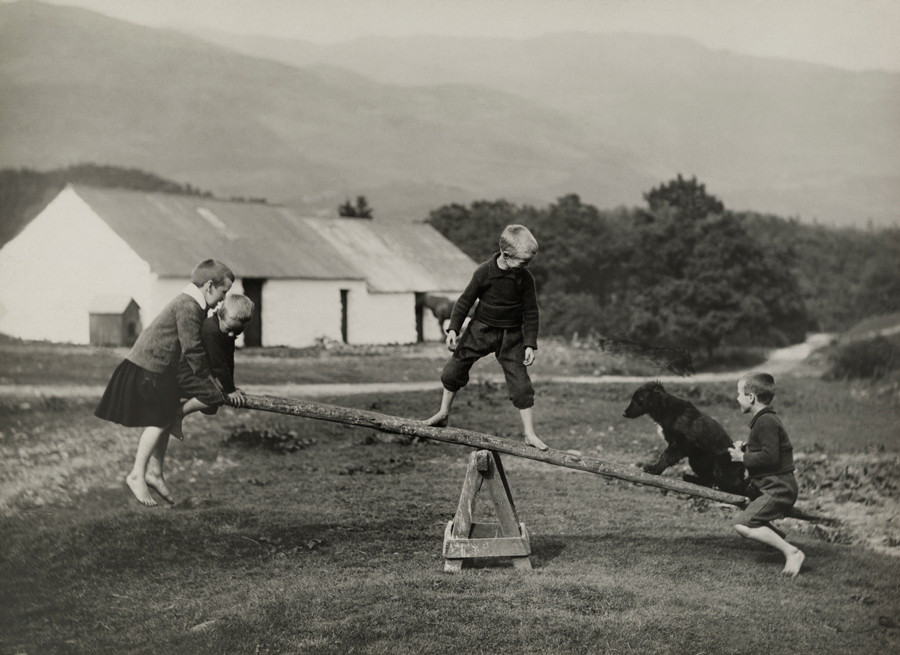
Дерев'яна гойдалка-балансир у Шотландії
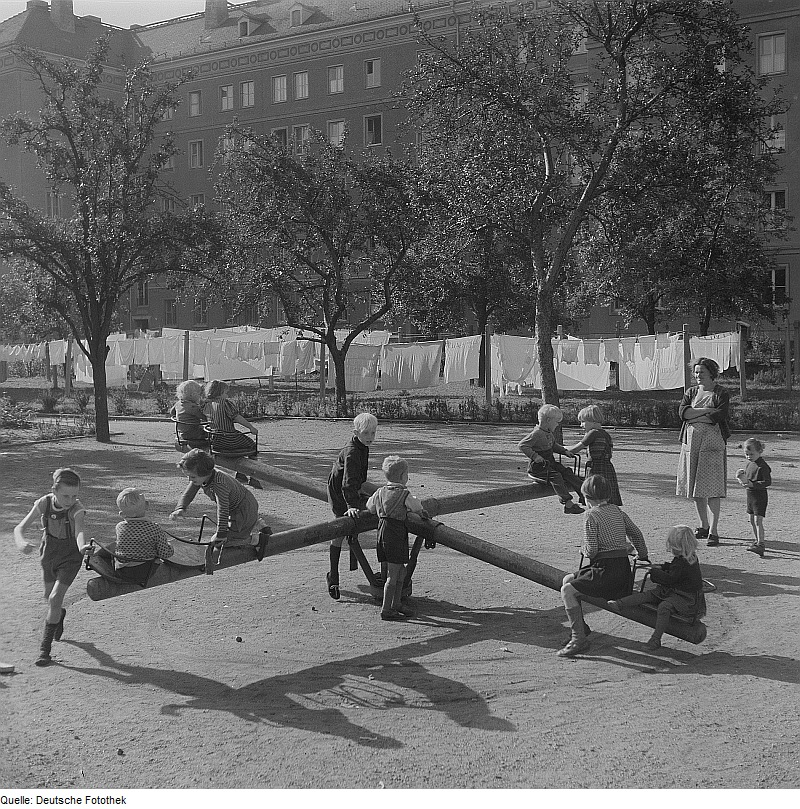
Гойдалка з чотирма сидіннями в Дрездені (1957)
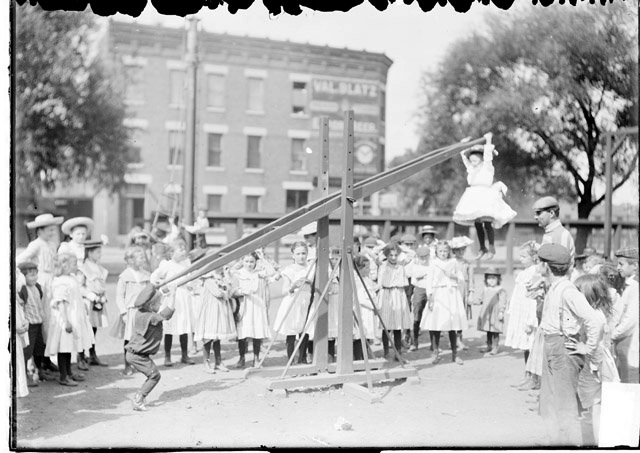
Гойдалки в Чикаго, на яких висять, схопившись руками (1902)

## Назви
У більшості не лише мов, але й країн, для гойдалок такого типу існують особливі назви. Наприклад, у Великій Британії їх називають seesaw (перші згадки цього терміна відносяться до середини XVII століття), тоді як у США — teeter-totter.

## Цікавий факт
Слово teetertotter могло б вважатися найдовшим англійським словом, що набирається на комп'ютерній клавіатурі з використанням лише верхнього ряду літер, проте частіше його пишуть через дефіс.

## Галерея

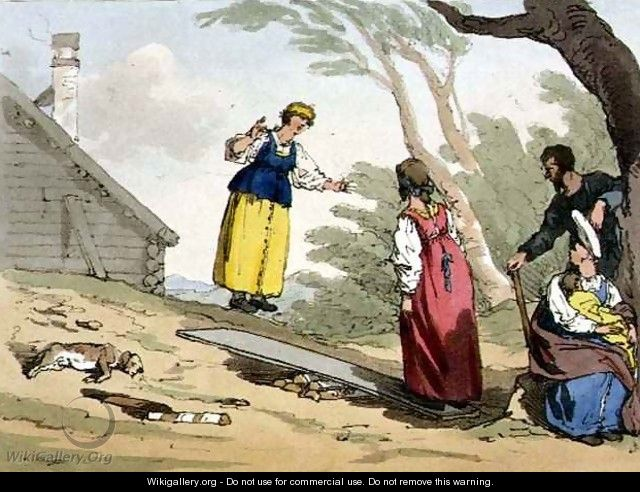
Джон Оґастес Аткінсон[ru]. Стрибки на дошці. XIX століття
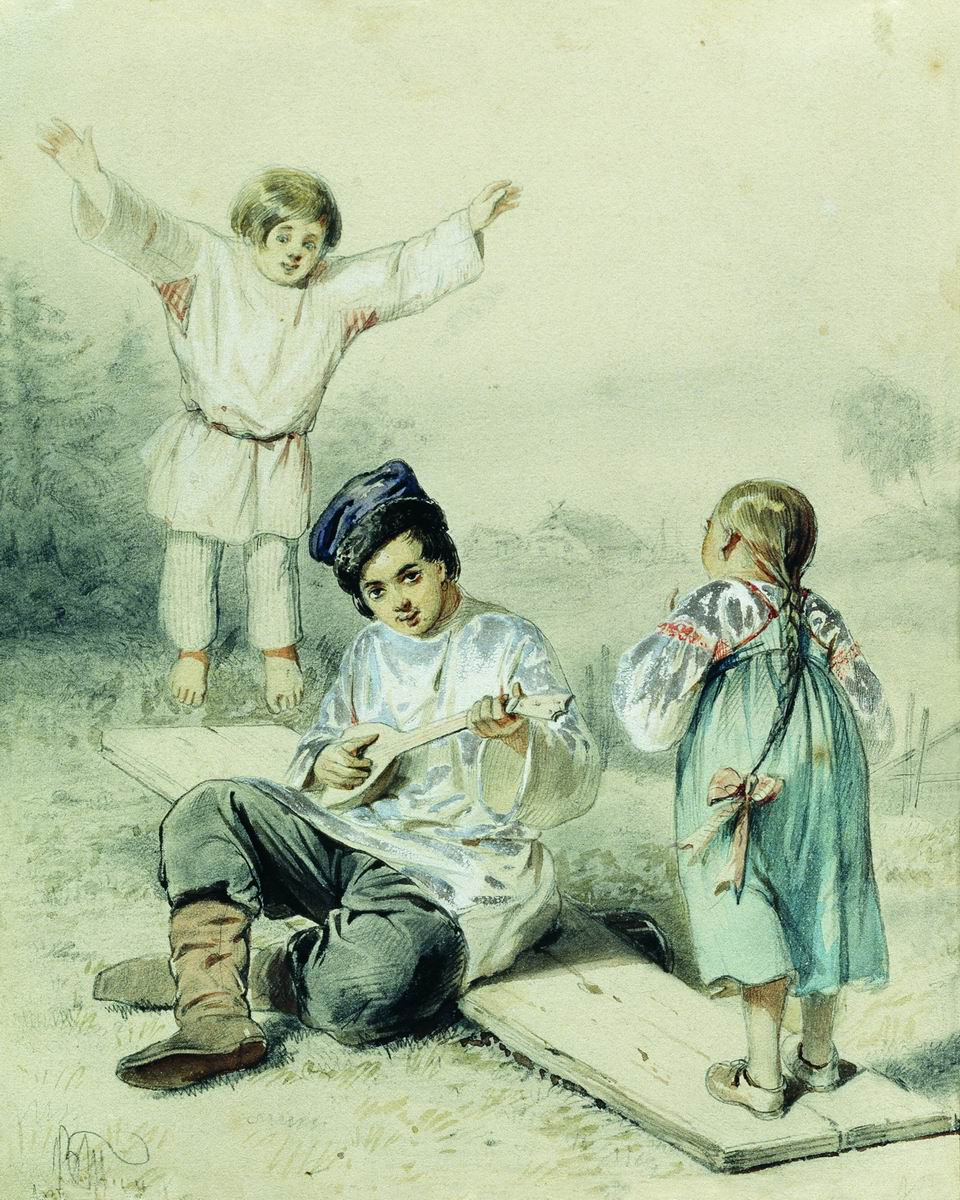
В. Ф. Тімм. Діти гойдаються на дошці. XIX століття
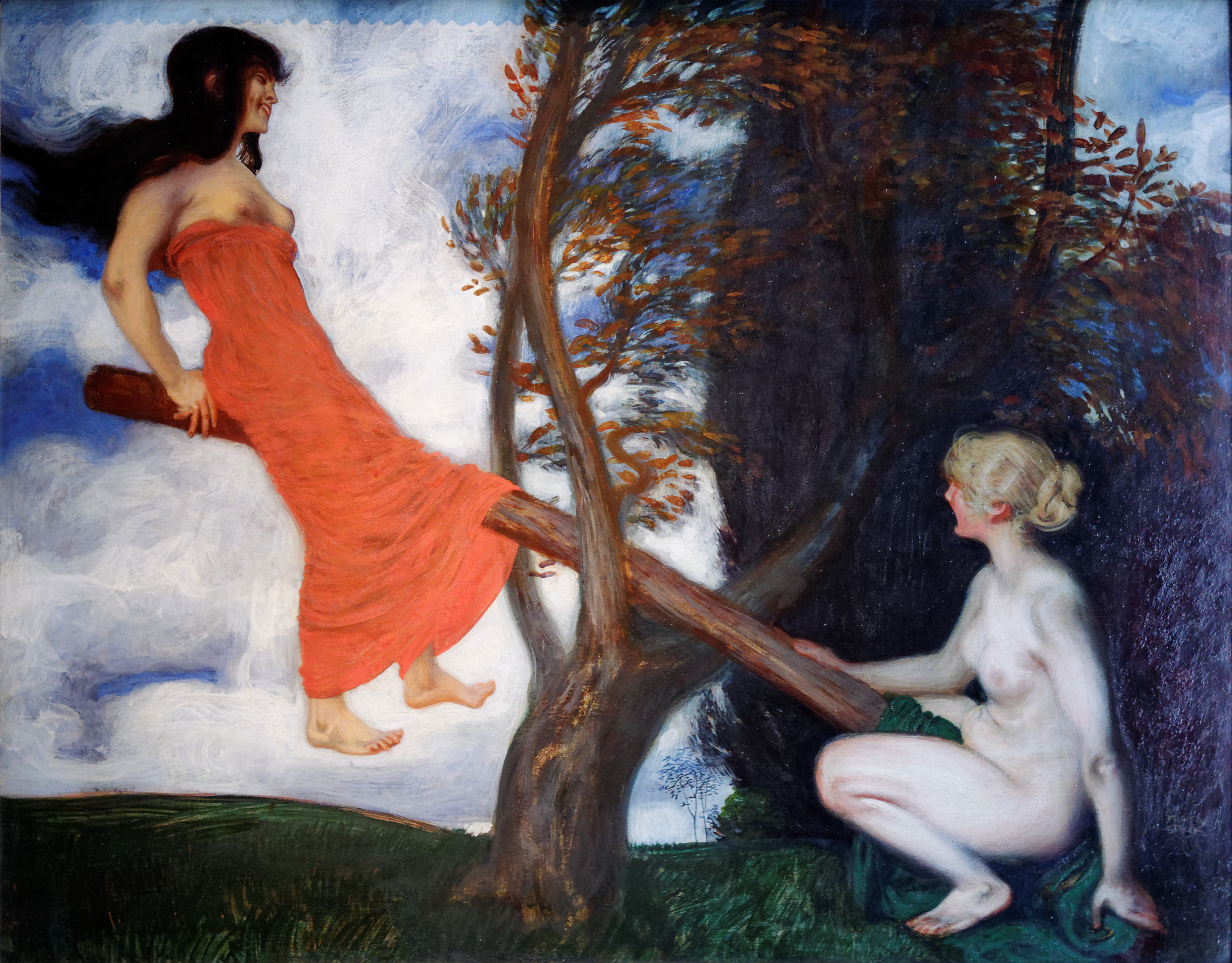
Франц фон Штук. Гойдалка. 1898
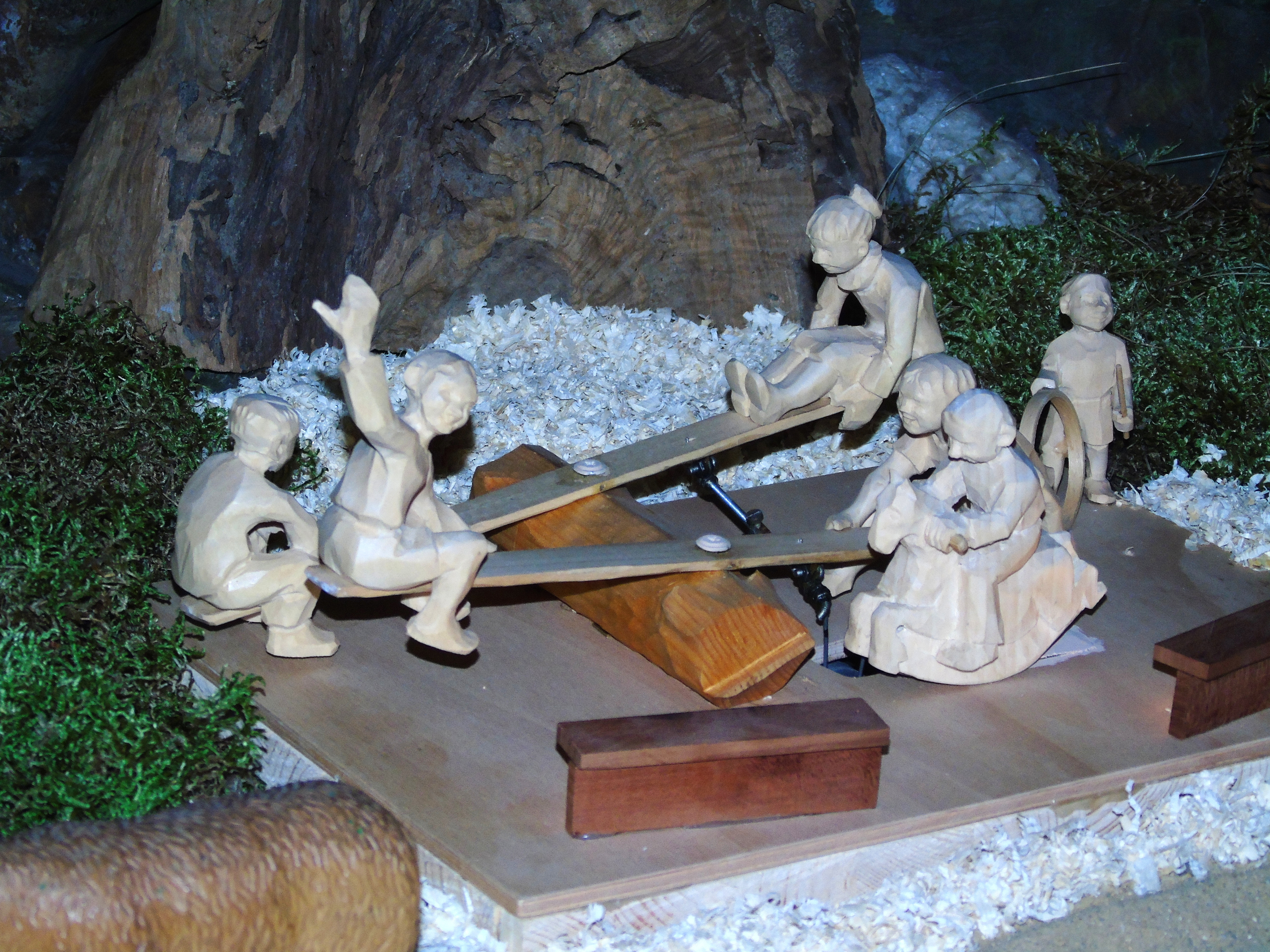
Діти, що граються. Франтішек Недомлель